# Bružai (Šilutė)

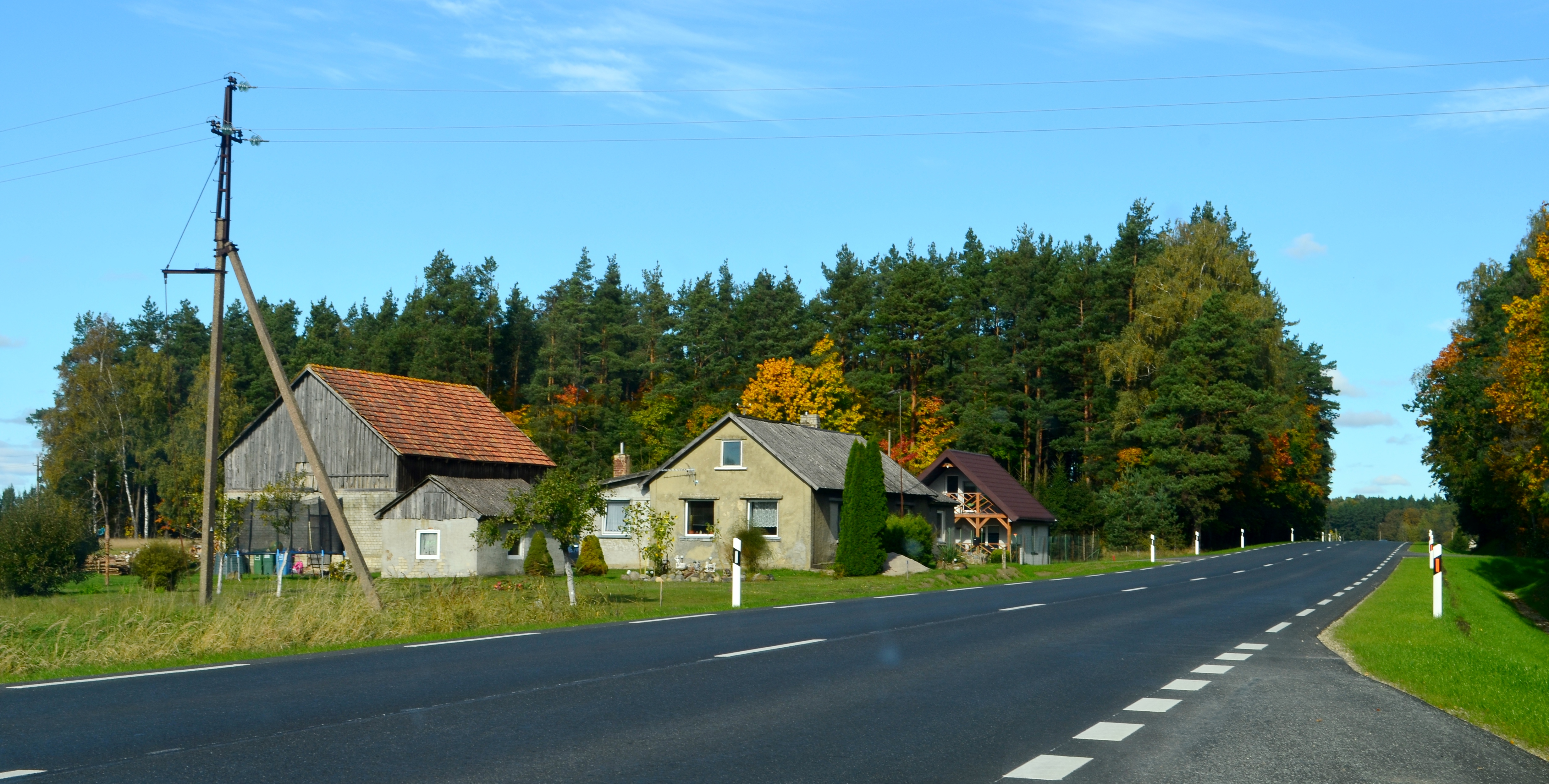
Bružai

Bružai (deutsch Bruißen bzw. Bruiszen) ist ein Ort im litauischen Bezirk Klaipėda (Memel) und gehört zum Amtsbezirk Saugos (Saugen) in der Rajongemeinde Šilutė (Heydekrug).

## Geographische Lage
Bružai liegt nördlich des Flüsschens Tenne (litauisch Tenenys), zehn Kilometer nordwestlich von Šilutė. Die litauische Fernstraße KK 141 von Kaunas nach Klaipėda (hier ein Teilstück der einstigen deutschen Reichsstraße 132) führt westlich am Ort vorbei. Die nächste Bahnstation ist Kukorei (Kukoreiten) an der – allerdings derzeit nicht betriebenen – Bahnstrecke Sowetsk–Klaipėda (Tilsit–Memel).

## Ortsname
Über die Zeiten hinweg hat sich der Ortsname mehrfach geändert: Braczen (1683), Barthel Broszien (1736), Bartel Broßin (1785), Braszen, Brußen, Bruißen/Bruiszen (1910). Der Name deutet an, dass der Gründer des Dorfes namens „Bartel“ (Bartholomäus) ein Handwerker war: das preußisch-litauische Wort „bružas“ steht für feilen, glätten, reiben, scheuern, geschmeidig machen.

## Geschichtliches
Vor 1945 bestand das damals Bruißen genannte Dorf lediglich aus ein paar kleinen Gehöften. Im Jahre 1874 wurde der Ort in den neu errichteten Amtsbezirk Lapienen (heute litauisch: Lapynai) eingegliedert, der zum Kreis Heydekrug im Regierungsbezirk Gumbinnen der preußischen Provinz Ostpreußen gehörte. Im Jahre 1910 zählte Bruißen 150 Einwohner. Damals waren für sie das Standesamt in Laschen (heute litauisch: Lašai) und das Amtsgericht in Heydekrug (Šilutė) zuständig.
Zwischen 1920 und 1939 gehörte Bruißen zu dem 1923 bis 1939 von Litauen besetzten Memelland und war danach bis 1945 wieder „preußisch“. Allerdings gab der Ort zum 1. Mai 1939 seine Eigenständigkeit auf und wurde in die Gemeinde Laschen (Lašai) eingemeindet.
Nach 1945 wurde Bruißen der Litauischen Sozialistischen Sowjetrepublik zugeordnet und gehört seit 1991 zur Republik Litauen. In dem kleinen Ort leben derzeit 26 Einwohner. Er ist jetzt Teil der Rajongemeinde Šilutė im Bezirk Klaipėda.

## Kirche
Während heute der überwiegende Teil der Bevölkerung Bružais römisch-katholisch ist, waren die Einwohner vor 1945 fast ausnahmslos evangelischer Konfession. Damals war das Dorf in das seit 1844 bestehende Kirchspiel der Kirche Saugen (der Ort heißt litauisch: Saugos) eingepfarrt, das zum Kirchenkreis Heydekrug innerhalb der Kirchenprovinz Ostpreußen der Kirche der Altpreußischen Union (zwischen 1926 und 1939 mit eigenem Konsistorium für das Memelgebiet) gehörte. Für die evangelischen Kirchenmitglieder besteht auch heute wieder der Bezug zur Pfarrei in Saugos, die der Evangelisch-lutherischen Kirche in Litauen zugehört.